# 雙櫻奇緣
《雙櫻奇緣》（日语：。英語：）是日本Haikuo Soft製作發行的戀愛冒險類型成人遊戲。PlayStation Portable版由GN Software發行，並且以《雙櫻奇緣 -綺麗春日-》（さくらさくら -HARU URARA-）的標題出版。而Fan disc版《雙櫻奇緣 FESTIVAL!》於2013年4月26日販售。

## 概要
《雙櫻奇緣》是繼《四娘物語》系列之後Haikuo Soft的第五款作品，遊戲本身為十八禁遊戲，歷經多次延期後於2009年6月26日販售。而在遊戲發行之後，2010年8月26日由GN Software發行PlayStation Portable移植版，將原本的成人劇情內容刪除之後，加入新的插圖與故事劇情，並且提供標準4:3以及對應PSP寬螢幕的16:9兩種遊戲畫面尺寸；隨後在2012年3月22日發行廉價版。2010年6月4日，公布同作品的Fan disc版本《雙櫻奇緣 FESTIVAL!》，遊戲經歷過五次延期，最後於2013年3月29日販售。
在遊戲開發團隊將《雙櫻奇緣》的遊戲類型命名為「學生宿舍戀愛蹺蹺板遊戲」（学園寮恋愛シーソーゲーム），屬於戀愛冒險遊戲類型。在遊戲當中提供不同的劇情以及故事路線，並且著重於女主角的吸引力。

## 遊戲
在《雙櫻奇緣》遊戲當中需要與遊戲裡面的人物進行互動，進行遊戲都需要花上大部分的時間去閱讀遊戲當中的文字，每一句對話都代表主角內心的想法。遊戲利用仿效橫向卷軸遊戲的手法去呈現宿舍的視角來去導航，遊戲畫面以及背景音樂採用16位元時期的遊戲設計使用點繪以及電子音效。就如同大部分的戀愛冒險遊戲相同，每隔一段時間點玩家就會遇到一個決策點，這時候會暫停遊戲並且做出不同的選擇以進行後續的劇情發展，而要觀看所有的劇情情節，必須要多次重複進行遊戲，以觀看多個不同的劇情情節，並且做出不同的抉擇。而遊戲的目標之一是與女主角之間告白，並且進行交往。

## 故事簡介
故事描述高中二年級轉學到麟德學園的稻葉徹，在他第一天上學的那一天因為作業疏失，只有一年級學生才能入住宿舍Maison Lune，因此只能轉住在面積較小的宿舍月見莊，在那裡遇見了居住在宿舍的房客；劍道社的布施直樹與體操社的新田晶，宿舍管理員同時也是班導師的櫻菜菜子，以及在偶然的情況之下對桐島櫻一見鍾情，為了正式加入美術社因此受到立花來實的幫忙。徹與宿舍的房客以及周遭的人們之間的鬧劇以及戀愛戰爭在此展開……。

## 登場人物
《雙櫻奇緣》不像大多數的美少女遊戲只有單一的男主角，遊戲由三個章節組成分別敘述兩位男主角的故事。第一章敘述稻葉徹與櫻菜菜子和桐島櫻之間所發生的浪漫關係。第二章在第一章之後一年所發生的事情，主要敘述布施直樹與兩位青梅竹馬－新田晶與立花來實之間的發生的浪漫關係。隨後在第三章接著敘述稻葉徹與櫻菜菜子和桐島櫻之間的劇情。
第一章與第三章的男主角稻葉徹沒有配音，而第二章的男主角布施直樹沒有配音。聲優前者為電腦版，後者為PSP版，沒有註記則相同。

### 男主角
稻葉 徹（聲優：大久場健太郎）
轉學到麟德學園的插班生。由於入學手續上的失誤因此入住月見莊五號房，因此與直樹等人是孽緣關係。過去在男校時是劍道社的主將，在一年級時參加劍道比賽個人組與團體組獲得優勝，是最高水準的選手，因為對櫻的憧憬因此目標成為美術社的一員。過去他沒有女性緣，因此在菜菜子和櫻之間的抉擇顯得溫柔寡斷，性格很容易被動搖。但是在櫻以外難以相處的正志與多紀非常要好，就算情敵之間有賒帳也會毫不考慮將錢借給他人，因此被萌說成「笨蛋」跟「爛好人」，在做某件事時行動力十足。生日是8月15日，身高175cm，血型為A型。
布施 直樹（聲優：城崎彥太）
月見莊四號房的房客，同時他是劍道社的主將。對於任何訊息非常靈通因此打上布施商店的名號賣著各式各樣的東西。為了購買美少女遊戲投入大量的時間與金錢，因此成為學生尼特族，不過他的溝通能力非常出色，因此人脈非常廣泛。總是一臉不在乎的模樣，經常假借各種理由來規避練劍道的時間，而跟徹與正志兩人跑去玩樂。不讓晶與來實兩人發現自己對哪一邊有愛意，因此假裝不知情。生日是1月10日，身高170cm，血型為B型。
權太（聲優：無）
入住月見莊六號房的新學生。而權太的名字可以由玩家自行變更，為遊戲另外特別設計的番外篇故事。

### 女主角
櫻 菜菜子（聲優：牧泉美/柳瀨洋美）
徹等人居住的月見莊宿舍管理員，數學教師兼任班導師，同時擔任劍道社與體操社的顧問。外表看起來比實際的年齡還要年輕，因此有差點被抓去輔導的經驗。喜歡照顧人以及料理，從以前開始對直樹和晶不回宿舍吃飯非常在意。生日是4月20日，身高146cm，血型為A型。
桐島 櫻（聲優：青山由香里/友永朱音）
美術社的副社長，與徹是同班同學並且坐在隔壁座位。自從徹加入美術社後進行承諾之後開始幫助他。平常的言行舉止看起來沒有變化，實際上卻是有著沒有理智的感情以及脆弱的性格。與徹進行一對一的指導時突然插嘴讓周遭的人們沉默，偶而會有暴衝的行為。生日是12月31日，身高146cm，血型為B型。
立花 來實（聲優：榊原由依）
就讀麟德附屬學園三年級。過去與直樹一起在網路遊戲中認識，再次與直樹相遇時卻顯得膽怯，緊張到沒辦法與直樹正常對話。徹加入美術社時，稱呼來實為前輩。喜歡打扮個性有點任性，過去經常被其他人欺負。升上學園後入住月見莊二號房。生日是2月10日，身高140CM，血型為AB型。
新田 晶（聲優：金松由花/井上美由）
月見莊三號房的房客，而她是直樹從小到大的青梅竹馬，參加體操社。經常禍從口出以及個性不好，習慣用腳踢人。對直樹總是不坦率，不過當直樹認真時才會變得坦率。對直樹的好友之間經常產生忌妒心。生日是11月23日，身高160cm，血型為O型。

### 其他人物
吉岡 正志（聲優：ヘルシー太郎）
與稻葉徹同時轉學到學園的另一位轉學生，過去曾經是不良少年。轉學時任何人都不敢靠近他，在直樹的威脅之下加入劍道社，因此與徹等人是孽緣關係。實際上他是很講義氣容易相處的人，因此常常捲入騷動裡。而在第二章裡因為發生某件事因此入住月見莊六號房。生日是2月3日，身高178cm，血型為O型。
須賀 萌（聲優：川島梨乃）
美術社的社長，生氣時會變成可怕的魔鬼社長。經常為了感情的事物牽著鼻子走，而被來實戲弄一番。生日是5月5日，身高150cm，血型為AB型。
野口 多紀（聲優：若松洋介）
美術社的社員，後來成為社長。擅長繪畫是個認真的老實人，但是經常不會看情況說話。最初對徹來到美術社帶有藐視的眼光，不過漸漸了解到他的為人之後才轉為和善，擅長於請求通融別人做事情。
美東 慶次（聲優：都夢繰豆）
美術社的顧問。很少在美術社露臉，而陶藝的技巧被稱為國寶級人物等級，據說不論是碗還是酒杯的單價都在20萬日元以上。
木森 拓也（聲優：秋原葉）
原劍道社社長，通稱木拓學長（キモタク先輩）。是直樹尊敬的人物，不過因為經常尾隨菜菜子因此製造不少麻煩。經常招到烏鴉的襲擊。
三井 香奈（聲優：町田あみ）
來實的朋友同時也是美術社的社員。最初她對來實稱徹為後輩故意戲弄一番，並且試圖妨礙還是初學者的徹，後來得知來實真正的用意之後才改變態度，因此尊敬以自己的力量進入美術社的徹。
千代田 綾（聲優：如月葵）
來實的朋友同時也是美術社的社員。經常在語尾加上「嘶嘶」（ッス）的聲音因此經常遭到萌警告。最初與三井一起戲弄來實與徹，經常用盡各種方式來開玩笑，後來因為來實的真心話因此與三井一起和解，並稱呼徹為學長。
池田 千秋（聲優：黄河ユウ）
徹等人的同班同學。雖然是插圖模糊的人物，不過他是直樹得意助手，在劍道社的團體戰出現數次。對徹周遭的人際關係不了解，因此不知情的情況之下責怪直樹。
相原 英世（聲優：yuiko）
在徹加入美術社一年後新進社團的新人。附屬校時期對來實以及多紀猛烈攻擊，為了盲目的愛情而不斷的騷擾。
高田先生（聲優：榊原由依）
居住在月見莊的犰狳，喜歡拿著人們重要的東西。

## 開發
《雙櫻奇緣》是HiqoSoft的第五款作品，製作團隊都是曾經參與過《四娘物語》開發人員所組成。
劇本由Tatomu（たとむ）以及keikei負責編寫，而在PSP版則加入Kuwa道（クワ道）的劇本。人物設計由Caskabe Akira（カスカベアキラ）、緋賀由香理（緋賀ゆかり）以及木谷椎負責，人物切入插圖設計由亞星真子（あぼしまこ）負責，點繪由ape負責。而遊戲的音樂由響那良負責。

### 發行歷史
在《雙櫻奇緣》遊戲發售之前在2008年6月6日釋出遊戲試玩版，讓玩家體驗遊戲系統。完整版在Microsoft Windows平台上推出，於2009年6月26日發行，在發表以來經歷過九次延期，而製作團隊承認一年多的延遲，並且表示劇情的寫作以及錄音的問題導致不斷延遲發行的主因。另外Fan disc版《雙櫻奇緣 FESTIVAL!》則延期了七次。

## 改編

### 書籍與出版物
在遊戲發行之前HiqoSoft在2007年10月14日出版《雙櫻奇緣 前導書》（さくらさくプレリュードブック），而這本書籍以全彩出版，主要介紹遊戲系統以及相關的情報；書內附贈四張A3尺寸海報，主要描繪遊戲當中的四位女主角。而在遊戲發行後2009年8月28日發行同名的原畫集。另外，一迅社的Post Media編輯部在2009年11月12日發行設定資料集。
而在2010年1月19日由PARADIGM發行同名小說，由愛原月子（RICOTTA）所著作，插圖由Caskabe Akira以及緋賀由香理負責。

### 漫畫
在《Megastore》（メガストア）雜誌2009年三月號刊載過短篇漫畫，由兩位原畫師Caskabe Akira以及緋賀由香理負責作畫
。

### 音樂CD
《雙櫻奇緣》的音樂片頭曲主題為《see-saw》，是由Keikei所作詞，作曲由響那良負責，並且由歌手茶太所主唱。插入曲主題為《隣》由茶太與yuiko所主唱，同時這也是第三章的片尾曲。片尾曲主題為《place》由yuiko所主唱。
《雙櫻奇緣》推出過兩張腳色單曲，每片單曲都由兩位女主角的聲優擔任主唱，第一張是櫻菜菜子與桐島櫻的聲優牧泉美跟青山由香里所主唱，同時加入廣播劇內容，於2008年5月28日發行。第二張則是由立花來實與新田晶的聲優榊原由依跟金松由花所主唱，於2009年10月30日發行。
《雙櫻奇緣》的廣播劇CD在2009年8月28日發行，由遊戲內所有的聲優進行配音，以兩片CD所組成。而在PSP版《雙櫻奇緣 ～綺麗春日～》出版前的2010年8月12日由海洋娛樂（MARINE Entertainment）發行廣播劇CD，由PSP版的聲優柳瀨洋美與友永朱音進行錄音，主要收錄六次的網路廣播。

## 註解
1. ↑  立花來實的聲優當初預定為北都南，後來因為身體不適而改為榊原由依進行配音工作。[書⁠ 5]
2. ↑  《雙櫻奇緣》延期發售時間分別是2008年4月25日、2008年6月27日、2008年8月29日、2008年10月24日、2008年12月19日、2009年1月30日、2009年3月27日、2009年5月29日以及最終在2009年6月26日發售。
3. ↑  《雙櫻奇緣 FESTIVAL!》延期發售時間分別是2011年2月25日、2011年春販售預定、2011年夏販售預定、2012年販售預定、2013年1月25日、2013年3月29日最終在2013年4月26日販售。
4. ↑   註:

## 外部連結
- 雙櫻奇緣官方網站 （页面存档备份，存于）（日語）
- 雙櫻奇緣英文版官方網站 （页面存档备份，存于）（英文）
- 雙櫻奇緣 FESTIVAL!官方網站 （页面存档备份，存于）（日語）
- 雙櫻奇緣 ～綺麗春日～PSP版官方網站（日語）
- 雙櫻奇緣 ～綺麗春日～PS4和PSV版官方網站 （页面存档备份，存于）（日語）
- 網路廣播劇官方網站（日語）